# Han-sur-Nied
Han-sur-Nied és un municipi francès, situat al departament del Mosel·la i a la regió del Gran Est. L'any 2007 tenia 241 habitants.

## Demografia

### Població
El 2007 la població de fet de Han-sur-Nied era de 241 persones. Hi havia 87 famílies, de les quals 16 eren unipersonals (8 homes vivint sols i 8 dones vivint soles), 28 parelles sense fills, 31 parelles amb fills i 12 famílies monoparentals amb fills.
La població ha evolucionat segons el següent gràfic:
Habitants censats

### Habitatges
El 2007 hi havia 89 habitatges, 88 eren l'habitatge principal de la família i 1 estava desocupat. 80 eren cases i 8 eren apartaments. Dels 88 habitatges principals, 80 estaven ocupats pels seus propietaris i 8 estaven llogats i ocupats pels llogaters; 3 tenien dues cambres, 1 en tenia tres, 23 en tenien quatre i 61 en tenien cinc o més. 83 habitatges disposaven pel capbaix d'una plaça de pàrquing. A 36 habitatges hi havia un automòbil i a 45 n'hi havia dos o més.

### Piràmide de població
La piràmide de població per edats i sexe el 2009 era:
| Homes | Edats   | Dones |
| ----- | ------- | ----- |
| 0     | 95 o +  | 0     |
| 0     | 90 a 94 | 0     |
| 0     | 85 a 89 | 4     |
| 0     | 80 a 84 | 0     |
| 0     | 75 a 79 | 0     |
| 4     | 70 a 74 | 0     |
| 4     | 65 a 69 | 8     |
| 4     | 60 a 64 | 4     |
| 0     | 55 a 59 | 0     |
| 8     | 50 a 54 | 0     |
| 12    | 45 a 49 | 4     |
| 20    | 40 a 44 | 12    |
| 8     | 35 a 39 | 8     |
| 0     | 30 a 34 | 8     |
| 4     | 25 a 29 | 12    |
| 12    | 20 a 24 | 12    |
| 20    | 15 a 19 | 8     |
| 8     | 10 a 14 | 16    |
| 4     | 5 a 9   | 12    |
| 12    | 0 a 4   | 4     |

## Economia
El 2007 la població en edat de treballar era de 162 persones, 128 eren actives i 34 eren inactives. De les 128 persones actives 121 estaven ocupades (70 homes i 51 dones) i 7 estaven aturades (1 home i 6 dones). De les 34 persones inactives 11 estaven jubilades, 9 estaven estudiant i 14 estaven classificades com a «altres inactius».

### Ingressos
El 2009 a Han-sur-Nied hi havia 86 unitats fiscals que integraven 244,5 persones, la mediana anual d'ingressos fiscals per persona era de 18.208 €.

### Activitats econòmiques
Dels 3 establiments que hi havia el 2007, 1 era d'una empresa de construcció, 1 d'una empresa de transport i 1 d'una empresa d'hostatgeria i restauració.
L'únic servei als particulars que hi havia el 2009 era un restaurant.

## Equipaments sanitaris i escolars
El 2009 hi havia una escola elemental integrada dins d'un grup escolar amb les comunes properes formant una escola dispersa.

## Poblacions més properes
El següent diagrama mostra les poblacions més properes.